# Символічна могила Борцям за волю України (Біла)
Символічна могила Борцям за волю України — історична пам'ятка в селі Білій Чортківської громади Чортківського району Тернопільської области України.

## Відомості
У 1941 році, коли Червона армія відступила на схід і прийшла німецька, в Білій на сільських зборах ОУН вирішили насипати могилу борцям, що загинули за волю України. Ініціаторами були о. Степан Чеховський, Петро Болехівський, Йосип Завадський та інші. Могилу освятили навесні 1942 року.
Хрест на могилі мав 12 метрів. Його змайстрував Володимир Гевко із помічниками: Михайлом Мильничуком та Андрієм Мазуркевічом.
3 грудня 1944 року більшовики на могилі міною підірвали хрест, а замість нього встановили червону зірку, серп і молот. А потім колгосп бульдозером могилу розгорнув.
На тому ж місці могилу відновили в 1995 році. Кранівник Іван Петрів насипав землю, коваль Андрій Мазуркевич майстрував хрест, який змонтували електрозваркою. Організатором відновлення пам'ятки став осередок Народного руху України в Білій. Керівником його був Іван Тарас. Впорядковувати могилу ходили здебільшого Іван Паскевич, Микола Демкович, Степан Довгань, Петро Магера, Степан Черемшинський, Стах та Роман Олійники, Павло Осьмак, Петро та Ярослав Гикаві, Степан Кульба, Іван Провальний, Нестор Русиняк, Андрій Мазуркевич, Адам Пожарнюк, Петро Гринчишин, Адам Хмелик, Гринько Ваврик та інші. Чин освячення здійснили 10 вересня о. Володимир Янішевський та ще дев'ятеро священників.